# Термы Баденвайлера
Термы Баденвайлера (нем. Römerbadruine Badenweiler) — руины римского курорта, расположенные в городе Баденвайлер; одно из старейших зданий в земле Баден-Вюрттемберг и один из наиболее полно сохранившихся римских курортов к северу от Альп.

## История и описание

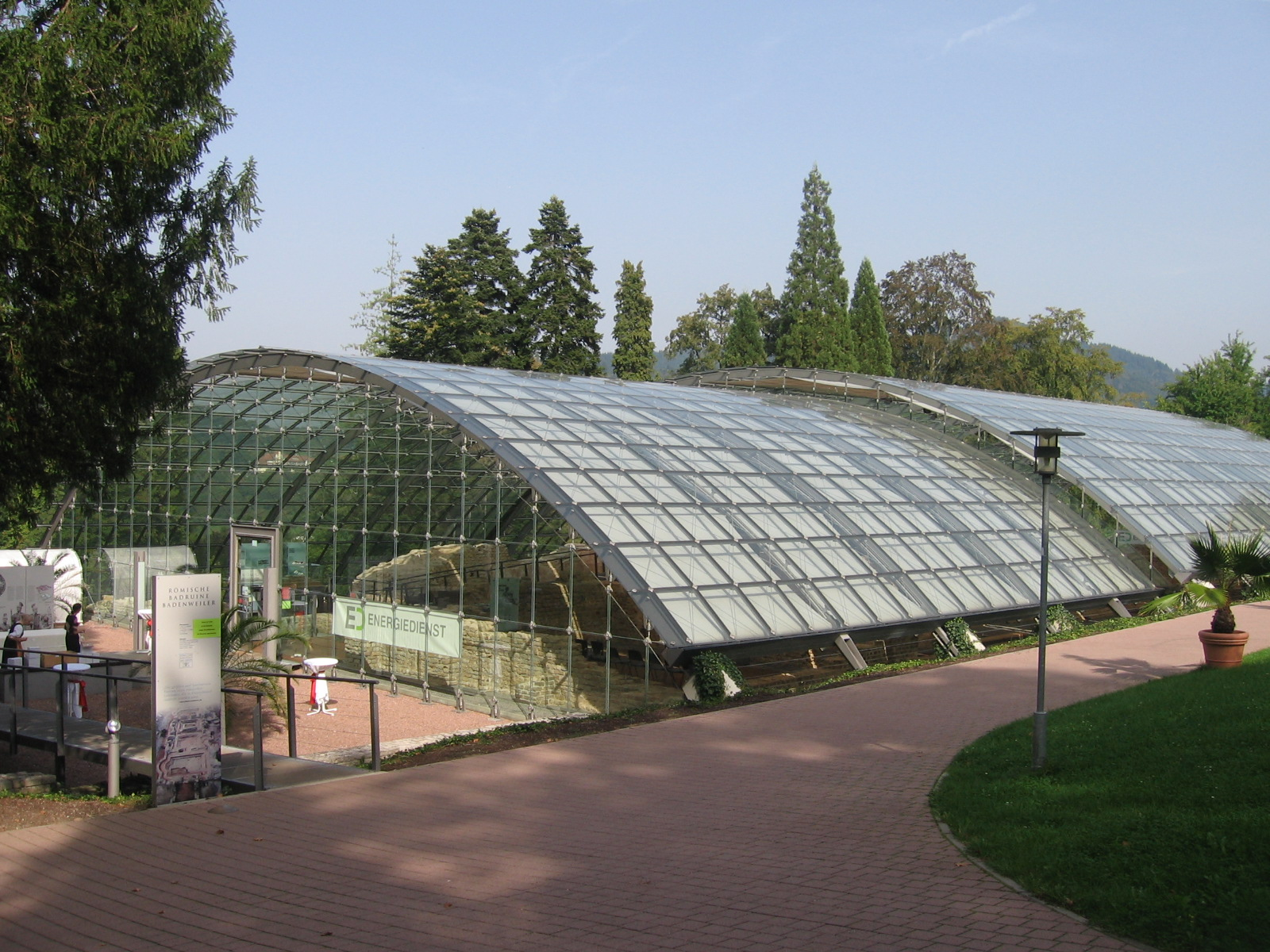
Руины римской бани в Баденвейлере

С 15 года до н. э. по 150 год н. э. древние римляне постепенно присоедини к империи территорию юго-западной Германии, создав провинцию Верхняя Германия. Они также принесли в регион развитую систему терм и купален с термальными источниками, посвященных римским и местным богам. Так «рёмербад» в Баденвайлере был посвящен богине Абноба.
Термы Баденвайлера строились в несколько этапов: к началу XXI века установлены шесть из них. В первой половине I века н. э. было построено небольшое здание с двумя бассейнами; позже к нему были добавлены раздевалки, парилки с бассейнами и каменные террасы. После падения Западной Римской империи, развитая культура купания в термах обычно заканчивалась. Однако, ряд находок в районе Баденвайлера доказывал, что использование терм продолжалось здесь и после 260 года. Хотя некоторые свидетельства позволяли говорить о том, что племена германцев разрушили термы, ряд исследователей полагал, что на состояние курорта могло заметно повлиять сильное Базельское землетрясение 1356 года.
Только в XVIII веке исследователи снова заинтересовались термами в Баденвайлере. Марграф Карл Фридрих Баденский обнаружил руины древнеримского сооружения в 1784 году — и принял меры к их защите. В конце XIX веке рядом с руинами были построены новые купальни с мраморным бассейном в стиле классицизм: в последующие десятилетия они были существенно расширены. В итоге, использовавшиеся римлянами термальные источники — самый теплый из которых имеет температуру в 26,4 ° C — позволили городу Баденвайлер вновь стать курортом. Уже в XXI века, в 2001 году, остатки римских сооружений были покрыты защитной крышей из стали и стекла. При этом сами руины остались открыты для широкой аудитории, став достопримечательностью региона. Постоянная музейная экспозиция предлагает посетителям возможность ознакомиться с римской культурой купания.